# Ivan Sergeyevich Turgenev
Ivan Sergeyevich Turgenev (tiếng Nga: Иван Сергеевич Тургенев, phiên âm tiếng Việt: Tuốc-ghê-nhép) (9 tháng 11 năm 1818 - 3 tháng 9 năm 1883) là một nhà văn và nhà soạn kịch nổi tiếng của Nga thế kỉ 19. Tiểu thuyết Cha và con (Отцы и Дети) của ông được coi là một trong những tác phẩm lớn nhất thế kỉ 19.

## Tiểu sử
Ivan Turgenev sinh ngày 9 tháng 11 (lịch cũ ngày 28 tháng 10) năm 1818 trong một gia đình quý tộc ở Oryol thuộc Đế quốc Nga. Cha ông, Sergei Nikolaevich Turgenev, là một đại tá kỵ binh trong quân đội Nga Hoàng, ông mất năm Ivan 16 tuổi, mẹ của Turgenev là bà Varvara Petrovna Lutovinova, một phụ nữ có học, thông minh, chăm lo đến việc học hành của con cái nhưng đối xử tàn nhẫn, khắc nghiệt với nông nô. Hình ảnh bà mẹ khó tính ấy đã khắc sâu trong tâm khảm ông và được ông thể hiện trong nhiều tác phẩm sau này.
Bước vào đại học, Turgenev học năm đầu tiên tại Đại học Moskva sau đó chuyển đến Đại học Sankt-Peterburg để học văn học Nga và ngữ văn. Thời gian này ông bắt đầu làm thơ hoặc văn và những câu chuyện như người ăn xin... Đến năm 1938 Ivan được gửi tới Đại học Berlin để học triết học (đặc biệt là triết học Hegel) và lịch sử. Ở đây ba năm, ông có dịp làm quen với nhiều nhà văn, nhà triết học trẻ tuổi  nổi tiếng như Stankevic, Bakunin... 

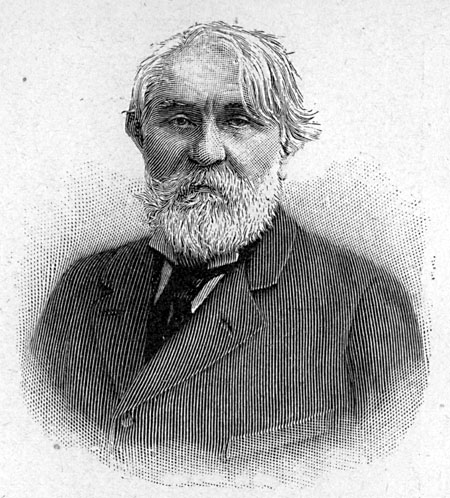
Turgenev

Năm 1841, nhà văn trở về nước. Năm 1842 bảo vệ luận án tiến sĩ ở Petersburg. Ước mơ trở thành một giáo sư triết học những không được hành nghề vì có nhiều tư tưởng tiến bộ.
Từ 1847, ông ra nước ngoài cho đến cuối đời. Tháng 11 năm 1850, mẹ mất, ông trở về để tang. Nhờ đó mà ông được thừa kế một gia sản lớn, có điều kiện đi du lịch và sáng tác. Ông là một người yêu Tổ quốc, có tư tưởng tự do chủ nghĩa nhưng sợ bão táp cách mạng, sợ đổ máu, nhưng vẫn ôm khát vọng giải phóng nhân dân Nga khỏi chế độ chuyên chế. Trong Thư gửi Gogol ông từ bỏ ý định trở thành nhà triết học mà say mê văn học.
Turgenev chưa từng cưới vợ tuy rằng ông có con với một trong số những nông nô của gia đình. Ông là người ít lời, thận trọng và nói chuyện nhẹ nhàng. Bạn văn thân thiết của Ivan là Gustave Flaubert, trong khi quan hệ của ông với những nhà văn lớn của Nga cùng thời như Lev Tolstoy và Fyodor Dostoevsky lại khá căng thẳng vì sự đối kháng về quan điểm, Turgenev là người có tư tưởng thân phương Tây trong khi Tolstoy và Dostoevsky lại là hai người thân Xla-vơ.
Thời gian cuối đời Turgenev không sống ở Nga mà ông thường qua lại giữa Baden-Baden, một thành phố nhỏ ở Đức, và Paris. Ivan Turgenev qua đời tại Bougival ở gần Paris ngày 4 tháng 9 năm 1883 do ung thư cột sống. Ngày 1 tháng 10 năm 1883 thi hài ông được đưa từ Paris về nước và an táng tại nghĩa trang Voncovo, St.Peterburg ngày 9 tháng 10 năm 1883. Sau khi mất bộ não của nhà văn đã được đem cân thử và nó nặng tới 2021 gram. Hành tinh 3323 Turgenev đã được đặt theo tên của ông.

## Sự nghiệp
Ivan Turgenev tập sáng tác văn học từ khá sớm. Năm 1846, ông viết truyện ký đầu tiên nhưng tên tuổi của ông chỉ thực sự được biết đến sau tập 25 truyện ngắn Bút ký người đi săn (Записки охотника) được sáng tác trong khoảng thời gian từ 1847 đến 1852. Được sáng tác trong những cuộc đi săn của nhà văn ở điền trang Spasskoye, tập sách nói về thiên nhiên nước Nga và cuộc sống, phẩm chất của những người nông nô bằng phong cách viết theo chủ nghĩa hiện thực của Turgenev và phản ánh tư tưởng chống chế độ nông nô của ông.
Năm 1852, sau bài điếu văn viếng lễ tang Gogol, ông bị bắt giam gần một tháng và đưa về quản thúc ở trang trại hơn một năm. Tại đây ông viết Mumu (1954), tố cáo chế độ nông nô. Năm 1854 nhà văn bắt đầu chuyển sang sống ở nước ngoài và cho ra đời những cuốn tiểu thuyết đề cập đến số phận trí thức quý tộc như: Rudin (Рудин) (1856), Tổ quý tộc (Дворянское гнездо) (Dvarjanskoje Gnezdo, 1859). Năm 1860 và 1862 Turgenev cho xuất bản hai tác tiểu thuyết xuất sắc nhất của ông, đều viết về cuộc sống Nga trước ngày chế độ nông nô sụp đổ. Đêm trước (Накануне) (Nakanune, 1860), tác phẩm đầu tiên thể hiện hình ảnh người trí thức bình dân, dân chủ trong văn học Nga. Điều này thể hiện rõ nhất trong Cha và con (Отцы и дети). Bên cạnh tiểu thuyết, Turgenev còn sáng tác kịch và truyện ngắn, tác phẩm lớn cuối cùng của ông là Thơ văn xuôi (Stikhotverenja v Proze, 1878 - 1882) gồm các bài ký ngắn, trữ tình.
Ivan Turgenev được coi là một trong những nhà văn lớn nhất nước Nga thế kỉ 19, các tác phẩm của ông thường được so sánh với các tác phẩm của hai nhà văn lớn cùng thời là Lev Tolstoy và Fyodor Dostoevsky.